# Lensectomía refractiva
La lensectomía refractiva es una técnica quirúrgica que se utiliza en oftalmología para tratar de forma definitiva los defectos de refracción del ojo.  Consiste en la extracción del cristalino  y su sustitución por una lente intraocular de la graduación adecuada para corregir de la forma más exacta posible el defecto de refracción previo.[cita requerida] Se utiliza en casos de miopía e hipermetropía en los que no es posible la corrección del defecto refractivo mediante láser (LASIK, LASEK o EPILASIK)  debido a que el grado de miopía o hipermetropía es demasiado alto o la córnea demasiado delgada para el empleo de estas técnicas. 
Más recientemente se está  empleando la lensectomía refractiva corregir la presbicia o vista cansada utilizando las nuevas lentes intraoculares multifocales que son útiles tanto para la visión próxima como la lejana.
Para realizar la intervención se práctica una microincisión en el borde de la córnea a través de la cual se introduce una pequeña sonda en el interior del ojo. Esta sonda emite ultrasonidos que rompen el cristalino en pequeños fragmentos y posteriormente los aspira (facoemulsificación). A continuación se coloca una lente intraocular en el mismo lugar en que estaba situado el cristalino natural.
Aunque se trata de una técnica muy segura, al tratarse de una cirugía intraocular, en un porcentaje muy bajo de casos pueden aparecer diversas complicaciones que en ocasiones son graves, como el desprendimiento de retina en los ojos con miopía alta.